# The Last Mimzy
The Last Mimzy é um filme estadunidense de 2007 dirigido por Robert Shaye. O filme é vagamente adaptado do conto de ficção científica "Mimsy Were the Borogoves" (1943) de Lewis Padgett (o pseudônimo do casal Henry Kuttner e C. L. Moore).

## Sinopse
Os dois irmãos Emma e Noah, viajam no dia de páscoa para uma casa em uma ilha. Depois de encontrarem uma caixa com brinquedos misteriosos, eles não percebem que estão mexendo com o que pode ser o futuro da humanidade. Agora, precisam resolver o mistério que envolve um coelho de pelúcia.

## Elenco
- Chris O'Neil… Noah Wilder
- Rhiannon Leigh Wryn… Emma Wilder
- Joely Richardson… Jo Wilder
- Timothy Hutton… David Wilder
- Rainn Wilson… Larry White
- Kathryn Hahn… Naomi Schwartz
- Michael Clarke Duncan… Nathanial Broadman
- Kirsten Williamson… Sheila Broadman
- Irene Snow… Professora em Meadow
- Marc Musso… Harry Jones
- Megan McKinnon… Wendy
- Randi Lynne… Julie, A Babá
- Tom Heaton… O Cientista do Futuro